# Streamers
Streamers è un film del 1983 diretto da Robert Altman, tratto dall'omonima pièce teatrale di David Rabe, adattata per il cinema dall'autore stesso e presentato fuori concorso al 36º Festival di Cannes.

## Trama
Tre ragazzi in camerata in attesa d'essere chiamati in missione nel Vietnam sono i protagonisti del film.
Nello sviluppo vengono affrontate le tipiche tematiche altmaniane, dalla violenza insensata, al razzismo, al tema dell'omosessualità, e sarà quest'ultimo a sconvolgere e mettere in crisi i personaggi, al punto da portarli ad inquietanti rigurgiti di violenza omicida. La lotta del giovane Richie contro il pregiudizio si trasformerà tragicamente nella consapevolezza di immaturità da parte della società a tematiche simili.
La tristezza esistenziale si affaccia dietro i volti ubriachi dei due veterani paracadutisti che intonano (se così si può dire) le parole della canzone che ogni paracadutista deve cantare nel caso il suo paracadute non dovesse aprirsi, anche loro in qualche modo coscienti del gioco di morte ed insensatezza che si cela dietro la loro attività, uniti e resi vitali solo dallo spirito di camerata, d'amicizia, di condivisione dello stesso ruolo, nello stesso gioco. Ed è proprio giocando a nascondino che vengono coinvolti nel 'gioco di morte' che si stava consumando nel dormitorio.
Le disquisizioni sulla guerra in realtà risultano molto vaghe ed imprecise, affrontate con quella superficialità tipica di chi parla di qualcosa che non conosce a fondo, con quell'ingenuità e disinformazione che caratterizzavano, e caratterizzano tuttora i soldati chiamati alle armi.
Tuttavia il vero messaggio antimilitarista si svela proprio dietro queste sfumature, dallo sguardo dei veterani che cantano, all'ingenuità dei discorsi dei ragazzi, che sicuramente non si presentano come guerrieri od eroi: tutt'al più come tre ragazzi che parlano come tra i banchi di scuola ad "ammazzare" il tempo; ed infine nell'insensatezza della violenza e di una guerra che sta trasformando dei ragazzi comuni in individui dominati da un cinismo cieco.

## Riconoscimenti
- Mostra del cinema di Venezia
  - Migliore interpretazione maschile a tutti i protagonisti